# Autouillet
Autouillet là một xã của Pháp, nằm ở tỉnh Yvelines trong vùng Île-de-France.
Người dân ở đây trong tiếng Pháp gọi là Autouilletois.

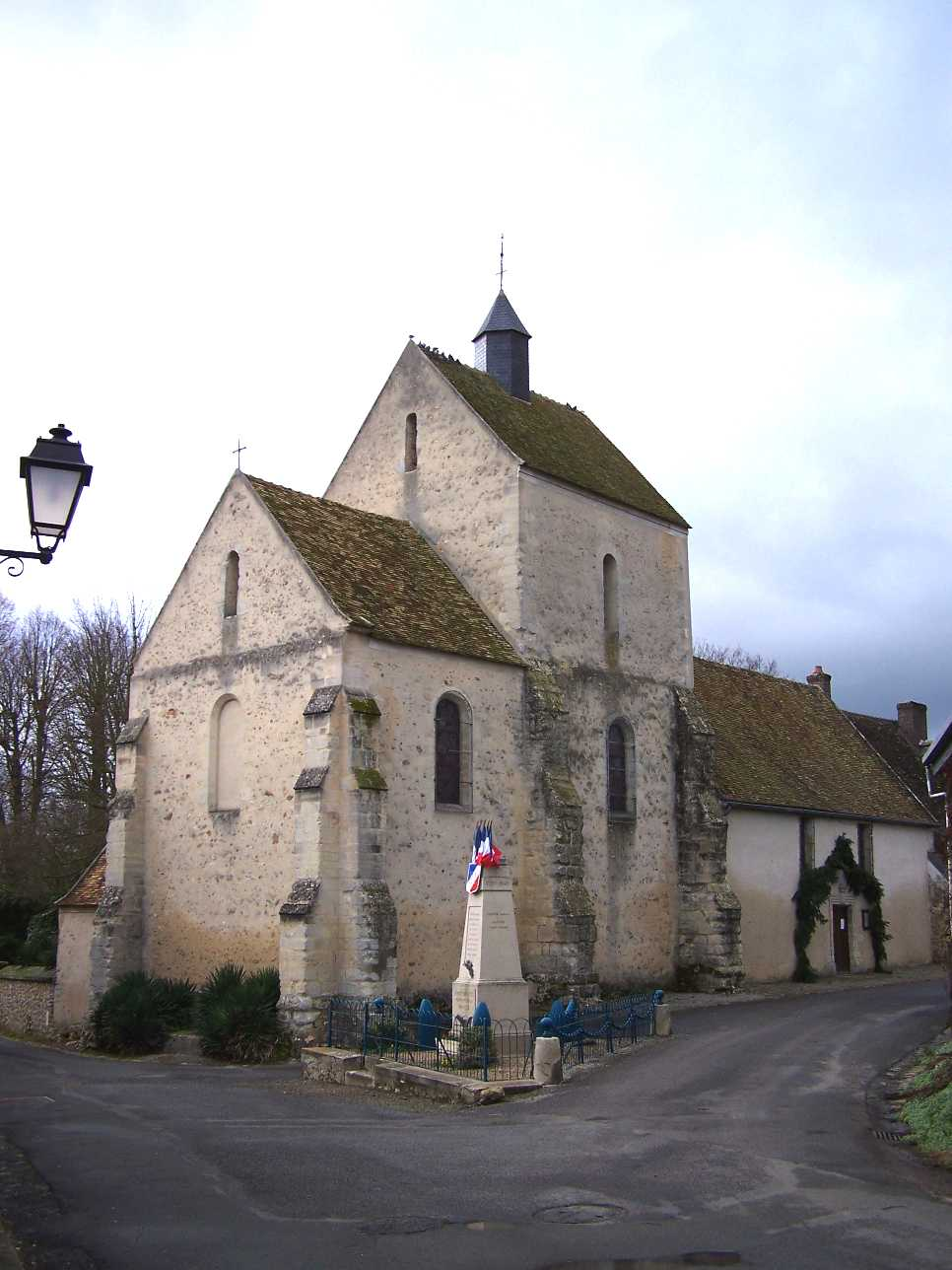
Nhà thờ

Các xã giáp ranh gồm: Marcq về phía đông bắc, Auteuil về phía đông, Boissy-sans-Avoir về phía nam, Garancières về phía tây nam, Villiers-le-Mahieu về phía tây và Thoiry về phía tây bắc.

## Biến động dân số
| 1793 | 1800 | 1806 | 1821 | 1831 | 1836 | 1841 | 1846 | 1851 |
| ---- | ---- | ---- | ---- | ---- | ---- | ---- | ---- | ---- |
| 272  | 261  | 259  | 274  | 275  | 278  | 247  | 247  | 250  |

| 1856 | 1861 | 1866 | 1872 | 1876 | 1881 | 1886 | 1891 | 1896 |
| ---- | ---- | ---- | ---- | ---- | ---- | ---- | ---- | ---- |
| 238  | 220  | 231  | 218  | 231  | 231  | 224  | 223  | 223  |

| 1901 | 1906 | 1911 | 1921 | 1926 | 1931 | 1936 | 1946 | 1954 |
| ---- | ---- | ---- | ---- | ---- | ---- | ---- | ---- | ---- |
| 228  | 229  | 200  | 176  | 193  | 167  | 171  | 183  | 165  |

| 1962                                         | 1968 | 1975 | 1982 | 1990 | 1999 | - | - | - |
| -------------------------------------------- | ---- | ---- | ---- | ---- | ---- | - | - | - |
| 160                                          | 149  | 189  | 270  | 251  | 348  | - | - | - |
| Số liệu kể từ 1962 : dân số không tính trùng |      |      |      |      |      |   |   |   |

## Hành chính

### Les maires d'Auffargis
| Danh sách các thị trưởng               |           |                 |      |         |
| Giai đoạn                              | Giai đoạn | Tên             | Đảng | Tư cách |
| tháng 3 năm 2001                       | 2008      | Arlette Lhériau |      |         |
| mars 2008                              | 2014      | Arlette Lhériau |      |         |
| Tất cả các dữ liệu trước đây không rõ. |           |                 |      |         |